# Amor de barrio
 (срп. Љубав из кварта) мексичка је теленовела, продукцијске куће Телевиса, снимана 2015.

## Синопсис
Након убиства Саула Маркез, живот Бланке Естеле тотално се променио. Осуђена је на 23 године одслуживања затворске казне за убиство које није починила, а након што се породи по други пут, супруг Густаво одлучује да деци прећути истину, и каже им да им је мајка умрла.
20 година касније, Палома и Лаура нераздвојне су пријатељице, друже се и заједно суочавају са животним недаћама, као праве сестре. Палома, тек дипломирана адвокатица тражи свој први случај и пристаје бити адвокатица Бланке, која је јако лошег здравља и упознаје доктора Данијела Маркеза у кога се заљубљује. Са друге стране, Лаура упознаје љубав у Раулу, Данијеловом рођаку. Бланка Естела напокон излази на слободу и Каталина Лопезреина, Саулова удовица, куне се да ће Палома покајати што је извела на слободу убицу њеног супруга.
Палома и Лаура мораће да се боре за љубав имајући као вечну препреку Каталину, која је Данијелова мајка и Раулова тетка, Еухенију, хировиту Данијелову бившу вереницу, Родрига ванбрачног Сауловог сина, Тамару, Раулову маћеху и још много личности који ће се трудити да их раставе, али њихова је љубав већ одавно пустила корене које неће тако лако уништити.

## Глумачка постава

### Главне улоге
| Глумац:           | Улога:                                         |
| ----------------- | ---------------------------------------------- |
| Рената Нотни      | Палома Мадригал / Палома Канторал Бернал       |
| Мане де ла Пара   | Данијел Маркез Лопезреина                      |
| Алехандра Гарсија | Лаура Васконселос Аријага / Лаура Круз Аријага |
| Педро Морено      | Раул Лопезреина Сиснерос                       |

### Споредне улоге
| Глумац:            | Улога:                                       |
| ------------------ | -------------------------------------------- |
| Марисол дел Олмо   | Каталина Лопезреина де Маркез                |
| Хулијета Росен     | Бланка Естела Бернал де Канторал             |
| Мануел Ландета     | Едмундо Васконселос                          |
| Џесика Коч         | Тамара Алтамирано де Лопезреина / Мона Лиза  |
| Марко Муњоз        | Густаво Мадригал / Густаво Канторал Портиљо  |
| Лисардо            | Адалберто Круз                               |
| Монсерат Марањон   | Роса Аријага                                 |
| Хуан Карлос Барето | Аријел Лопезреина                            |
| Сесилија Тоусиант  | Далија Товар вда. де Лопез                   |
| Џошуа Гутјерез     | Родриго Лопез Товар / Родриго Маркез Товар   |
| Габријела Кариљо   | Еухенија Укерман                             |
| Пол Стенли         | Габријел Мадригал / Габријел Канторал Бернал |
| Клаудет Мајиле     | Делфина Гомез                                |
| Марсела Морет      | Мирта Белтран                                |
| Андрес Алмеида     | Паул Думонт                                  |
| Алехандра Богуе    | Китзиа Аријадна                              |
| Моника Могез       | Ла Флака                                     |
| Ема Ескаланте      | Каталина (млађа)                             |
| Хилберто де Анда   | Клаудио Укерман                              |
| Лало               | дон Косме                                    |
| Алекс Переа        | Тико                                         |
| Хуан Риос          | Саул Маркез                                  |
| Лало Паласиос      | Уго                                          |